# Андовер (Іллінойс)
Андовер (англ. Andover) — селище (англ. village) в США, в окрузі Генрі штату Іллінойс. Населення — 555 осіб (2020).

## Географія
Андовер розташований за координатами 41°17′42″ пн. ш. 90°17′27″ зх. д. / 41.29500° пн. ш. 90.29083° зх. д. (41.294897, -90.290735).  За даними Бюро перепису населення США в 2010 році селище мало площу 2,57 км², уся площа — суходіл.

## Демографія
Згідно з переписом 2010 року, у селищі мешкало 578 осіб у 229 домогосподарствах у складі 174 родин. Густота населення становила 225 осіб/км².  Було 237 помешкань (92/км²).
Расовий склад населення:
| - 98,8 % — білих - 0,2 % — корінних американців |

До двох чи більше рас належало 0,9 %. Частка іспаномовних становила 2,4 % від усіх жителів.
За віковим діапазоном населення розподілялося таким чином: 23,9 % — особи молодші 18 років, 60,5 % — особи у віці 18—64 років, 15,6 % — особи у віці 65 років та старші. Медіана віку мешканця становила 42,0 року. На 100 осіб жіночої статі у селищі припадало 105,0 чоловіків;  на 100 жінок у віці від 18 років та старших — 98,2 чоловіків також старших 18 років.
Середній дохід на одне домашнє господарство  становив 66 984 долари США (медіана — 55 536), а середній дохід на одну сім'ю — 62 802 долари (медіана — 57 143). Медіана доходів становила 50 000 доларів для чоловіків та 31 071 долар для жінок. За межею бідності перебувало 1,6 % осіб, у тому числі 0,0 % дітей у віці до 18 років та 4,1 % осіб у віці 65 років та старших.
Цивільне працевлаштоване населення становило 247 осіб. Основні галузі зайнятості: виробництво — 21,1 %, роздрібна торгівля — 20,2 %, освіта, охорона здоров'я та соціальна допомога — 16,2 %.